# Culicoides gulbenkiani
Culicoides gulbenkiani är en tvåvingeart som beskrevs av Caeiro 1959. Culicoides gulbenkiani ingår i släktet Culicoides och familjen svidknott. Inga underarter finns listade i Catalogue of Life.